# 2772 Dugan
2772 Dugan (1979 XE) là một tiểu hành tinh vành đai chính được phát hiện ngày 14 tháng 12 năm 1979 bởi Bowell, E. ở Flagstaff (AM).